# کمیت
چندی یا کَمّیَت (به عربی: كمية) معمولاً در برابر واژهٔ کیفیت به کار می‌رود. در فیزیک هر چیزی که اندازه‌پذیر باشد، کمیت، و در مقابل هرچیزی که اندازه‌ناپذیر باشد، «کیفیت» نامیده می‌شود. کمیت را می‌توان با یک عدد، نشان داد و برای تعیین این مقدار، نیاز به یکای آن کمیت داریم.
در واقع به زبان ساده هر چیز قابل اندازه‌گیری که بتوان اندازهٔ آن را با یک عدد و یکا بیان کرد و قابل افزایش یا کاهش باشد را کمیت می گویند.
مانند: وزن-زمان و …

## انواع کمیت‌ها
کمیت‌ها در فیزیک به دو نوع کمیت نرده‌ای «اسکالر یا عدد» و «کمیت برداری چلیپایی» تقسیم می‌شوند، البته در سطوح بالاتر کمیت ماتریس و تنسور نیز مورد استفاده قرار می‌گیرد
- کمیت‌های نرده ای، کمیت‌هایی هستند که تنها دارای بزرگی (اندازه) می‌باشند. مانند جرم، زمان و دما
- کمیت‌های برداری، کمیت‌هایی هستند که علاوه بر اندازه دارای جهت نیز هستند و از قانون جمع بردارها پیروی می‌کند. گرچه تعریف بردار در مباحث پیشرفته فیزیک به این صورت نخواهد بود؛ مثلاً جریان الکتریکی دارای جهت و اندازه است ولی یک کمیت اسکالر است. ولی در بحث مقدماتی می‌توان به تعریف معمولی ان اشاره کرد. سرعت، جابجایی و نیرو نمونه‌هایی از کمیات برداری به‌شمار می ایند.

از کمیت‌های پر کاربرد می‌توان به موارد زیر اشاره کرد:
- طول
- داده
- چگالی
- انرژی
- نیرو
- فشار
- دما
- زمان
- سرعت
- حجم
- جرم
- اختلاف پتانسیل الکتریکی
- بار الکتریکی
- بسامد
- شدت جریان الکتریکی
- بار الکتریکی
- مختصات